# Vízkerék

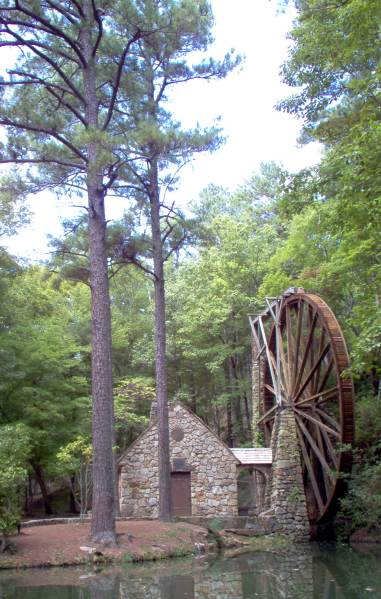
14 m magas alulcsapott vízkerék hajtja az öreg malmot Berry College-ban, Rome, Georgia, USA

A vízkerék (vagy vízikerék) gépek hajtására szolgáló szerkezet, olyan erőgép, mely a folyó víz helyzeti és mozgási energiáját alakítja át mechanikai munkává. A középkorban széleskörűen használt rendszer volt, mely a legtöbb üzem energiaszükségletét biztosította. A leggyakrabban gabonaőrlő malmokban használták, ahol vízimalomként tartották számon, de használták kovácsműhelyeknél, bányáknál szivattyúk hajtására, szerszámgépek hajtására és kender törésre, posztó verésre (Szendrői malom), ill. vászon törésre is papírgyártásnál. A világ legnagyobb vízkereke Hamá szíriai városban van.
A vízkerék egy nagy (általában fából készült) kerékből áll, kerületén több lapát vagy kanál helyezkedik el hajtófelületet képezve. A kereket vízszintes tengelyre szerelik, ez közvetíti a munkagép felé a hajtó nyomatékot. A régi vízkerekek két fő fajtája az alulcsapott és a felülcsapott vízkerék.

## Felülcsapott vízkerék

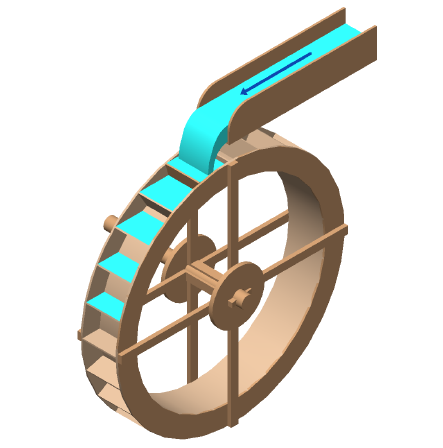
Felülcsapott vízkerék

A függőleges helyzetű felülcsapott vízkereket (tengelye vízszintes) a felülről ráömlő víz forgatja nekifeszülve a lapátoknak vagy kanalaknak, ezért hívják felülcsapottnak. A felülcsapott vízkerekek hatásfoka a legnagyobb, ha lapátjaik nem sík, hanem kanál alakúak, mivel így a víz súlya is hozzájárul a kerék forgatásához; az acélból készített felülcsapott kerék, mely egyben visszacsapott is, még jobb hatásfokú lehet, ennél jobbak csak a vízturbinák. Néhány esetben a felülcsapott vízkerék még a turbinához képest is előnyösebb. Hatásfokuk eléri a 70-80%-ot.
A vizet a felülcsapott vízkerékhez a felvízcsatornán kell hozzávezetni. A beömlést a kerék felső részénél, és egy kicsit a forgásirányba eltolva kell elhelyezni. A víz a lapátok által képezett kanalakban gyűlik meg, megnövelve a kerék súlyát az „üres” oldalhoz képest. A víz súlyának nyomatéka elforgatja a kereket és a víz kifolyik a farvíz oldalon, amint a kerék annyira elfordult, hogy a víz kifolyhat a lefelé irányuló lapátok öbléből. A felülcsapott technika csaknem a teljes vízáramot munkavégzésre használja (kivétel az, ami a réseken kifolyik) és nem igényel nagy vízhozamot. A felülcsapott vízkerék a legjobb hatásfokú és teljesítményű vízkerék, de mivel gát és víztározó építése szükséges működéséhez, messze a legtőkeigényesebb beruházás szempontjából.
A felülcsapott kerekeket néha olyan patakokra telepítik, melyeknek nagyon nagy határok között változik a vízhozama, néha el is apadnak. A vízszint-különbségeket gát, zsilip építésével ill. időszakos használattal egyenlítik ki.
A felülcsapott vízkerék az alulcsapottal szemben kihasználja a gravitációt. Nemcsak a folyó víz impulzusa hasznosul részlegesen, hanem elsősorban a lassan lefelé haladó kanalakban gyűlő víz súlya (esése) is további energiát ad át. A felülcsapott kerék mechanikai teljesítményét a kerék geometriai méretei és a rendelkezésre álló esés, valamint a vízhozam határozza meg, így ideális telepítési helye a hegyes-dombos vidék.
Bár a vízkerekek hagyományos építési anyaga a fa, acélkerekek alkalmazásával nagyobb fordulatszám érhető el (acélból könnyebb készíteni kisebb csapágysúrlódású kereket). A régi malmok esetén a lassú fordulatszámú, nagy átmérőjű fából készült vízkerék jól alkalmazkodott a malomkő kis fordulatszám- és nagy nyomaték-igényéhez, a mai alkalmazásoknál viszont a vízkerék vagy vízturbina generátort hajt, melynek beruházási költsége annál kisebb, minél nagyobb a fordulatszáma.

## Alulcsapott vízkerék

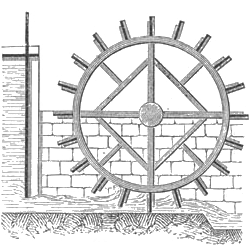
Alulcsapott vízkerék

Az alulcsapott vízkerék is függőleges helyzetben beépített kerék, melyet a kerületére szerelt alsó lapátokra áramló víz mozgási energiája forgat, ezért hívják alulcsapottnak.

### Csatornázott, alulcsapott kerék
Kisebb vízfolyások vizét műtárgyakkal a vízkerékre terelve szabályozható vízmennyiséggel, és eséssel működő vízikerekek. A ráömlés közel az alsó csatornaszinthez történik, de nem feltétlenül a csatorna legalsó szintjén. Ilyen például a Zuppinger-kerék, a Poncelet-kerék. Alulcsapott vízkeréknél nehézséget okoz a vízszint változásának kezelése. Ezt vagy zsilip beépítésével, vagy a vízkerék emelésével-süllyesztésével oldják meg. A nagyon korszerű megvalósítások, mint amilyen a Poncelet-kerék (kisebb eséssel rendelkező, alapvetően egy speciális turbina, hajlított lapátokkal), vagy a Zuppinger-kerék, elérhetik a 60-75%-ot, de az alulcsapott vízkerék csak a körülvevő csatorna minimális lejtése segítségével a legkisebb hatásfokú, hatásfoka kb. 35% vagy még kevesebb.
Az alulcsapott vízkerekeket lassú áramlású, kis esésű patakoknál használják sík vidékeken. Ugyancsak jól alkalmazhatók folyókra telepített úszó bárkákon. Az antik Római Birodalomban közvetlenül hidakra építették, ahol a pillérek által leszűkített keresztmetszeten a folyó sodra felgyorsult. Az alulcsapott vízkerék (melyet néha vitruviusi vízkeréknek hívnak Vitruvius római mérnök után) alatt átfolyó víztömeg közvetlenül sodorja előre a lapátokat és így forgatja a kereket, itt a víz súlya nem játszik szerepet. Előnye, hogy olcsóbb és egyszerűbb a telepítése, sőt elmozdítható kivitelben is elkészíthető, de kevéssé erős és csak ott lehet használni, ahol a sodrás elég nagy ahhoz, hogy elegendő nyomatékot fejtsen ki a lapátokon keresztül a kerékre. XIV. Lajos nyári rezidenciája, a Château de Marly szökőkútjainak szivattyúit állandó telepítésű, nagy, alulcsapott vízkerekek hajtották.

### Hajómalom-rendszerű, alulcsapott kerék
A hajómalom-rendszerű, alulcsapott kerék különös előnye, hogy a folyók felszínén használható, ha egy lehorgonyzott bárkára építik. A vízen úszó megoldás (hajómalom) a szintváltozás problémáját önműködően kiküszöböli. Mivel nem csatornában van, a folyó vízmennyiség nem kényszerhajtást jelent, alatta a mély víz felé kitérhet az áramlás. A vízmennyiség növelését elé tett terelőlapokkal, a vízmennyiség csökkentését előtte leereszthető függőleges lappal (tiltóval) lehet változtatni. A csatornázott, alulcsapott vízikerekeknél valamivel rosszabb, kb. 10-15% hatásfokú. Újabb alkalmazásai inkább elektromos áramtermelésre készülnek, de épülnek malomipari muzeális rekonstrukciók is (Ráckeve).

## Visszacsapott kerék
Ez lényegében egy felülcsapott vízkerék, melyet a felülről rávezetett víz áramlása és súlya mozgat, azonban a vizet úgy vezetik, hogy a kerék alsó része alulcsapott vízkerékként kihasználja az elfolyó víz energiáját is. A visszacsapott kerék akkor is működésképes, ha a malomárokban a vízszint a tengely magassága fölé emelkedik, ami bármilyen más felülcsapott vízkereket megállítana, vagy összetörne. Ez különösen alkalmassá teszi a konstrukciót olyan helyeken, ahol a vízhozam és a vízállás szélsőséges határok között változik és szükségtelenné teszi költséges és bonyolult zsilip alkalmazását.

## Középen csapott kerék

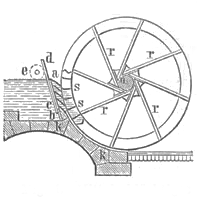
Középen csapott vízkerék

Ez a vízkerék is függőleges helyzetű, hozzávetőlegesen a kerék közepénél (a tengely magasságában, vagy egy kicsivel feljebb) ömlik rá a víz a kerék lapátjaira. A középen csapott kerekek az Egyesült Államokban a leggyakoribb vízkerekek, azt mondják, hogy az amerikai ipari forradalmat ezek hajtották. A középen csapott kerekek kevésbé hatékonyak a felülcsapott kerekeknél, de a hatásfokuk elérheti a 65-70%-ot, ez több, mint az alulcsapott kerekeké. A lapátok oldalról is zártak és így kanalat képeznek, mint a legtöbb felülcsapott vízkeréknél.
A középen csapott vízkerekeket mindig ellátják terelőlapátozással, melynek a kialakítás olyan, hogy megfelelő szögben téríti el a vízáramot a vízkerék lapátjaira, de védi is a kereket az esetleges hordalékfáktól vagy más vízen úszó tárgytól. A kerék általában falazott és lehetőleg szűk csatornában forog.
Az alulcsapott kerekekkel ellentétben a középen csapott kerék nemcsak a víz sodrását hasznosítja, hanem az átfolyó víz súlyát is. Ezeket a kerekeket állandó, nagy vízhozamú patakoknál építették be elsősorban, amilyenek jellemzőek az észak-amerikai keleti partra.

## Korszerű hasznosítás
A vízikerekek mai megtekinthető példányai legnagyobb részt malomipari múzeumok formájában léteznek. Ennek oka a múzeumok jobb állami, anyagi támogatása, másrészt a mai iparágak közül a malomipar általánosan elterjedve létezik, és szerepet vállal a technika bemutatásában. Számos példa közül rekonstruált vízimalom az orfűi, jásdi, tatai vízimalom. Hajómalmok közül a ráckevei hajómalom rekonstruált példánya készült el bemutatás céljára. 
A mechanikai munka, vagy energia nyerésre készült példányok száma elenyésző, kivételes esetként látható  a vízenergia hasznosításra átalakított, "Tapolcán a Malom-tó partján álló malomkerék. Magyarországnak ez az egyetlen villamos energiát termelő alulcsapott vízkerékkel rendelkező vízimalma egy közeli hotel részleges ellátását is biztosítja.  Felújítása előtt a 200 éves tapolcai vízkerék működésképtelen volt, aztán az MVM Partner Zrt. közreműködésével lecserélték az elkorhadt fa malomkereket, pótolták, sőt, megduplázták a hiányzó lapátokat." (Origó hír.)